# Maison Kristek
La Maison Kristek, en tchèque Kristkův dům, est un bâtiment transformé en un assemblage monumental par le sculpteur, peintre et performer Lubo Kristek. Il est situé entre les rues Tišnovská et Trávníky, à Brno, en République tchèque.

## Histoire
Durant son enfance, Kristek a vécu dans la rue Tišnovská. En 2015, il y est retourné avec son art et en créant la série de sculptures nommée Sisyphe ou la Pierre du temps. Il a été inspiré par Le Mythe de Sisyphe d’Albert Camus mais surtout par l’album Relativně vzato (Relativement parlant) de Jiří Voskovec. Kristek a fait la rencontre de Voskovec dans les années 70, lors d’une exposition aux Etats-Unis. Voskovec se concentre sur le parcours de Sisyphe, du sommet jusqu’au bas de la montagne, lorsque la pierre lui échappe.

## Symbolique

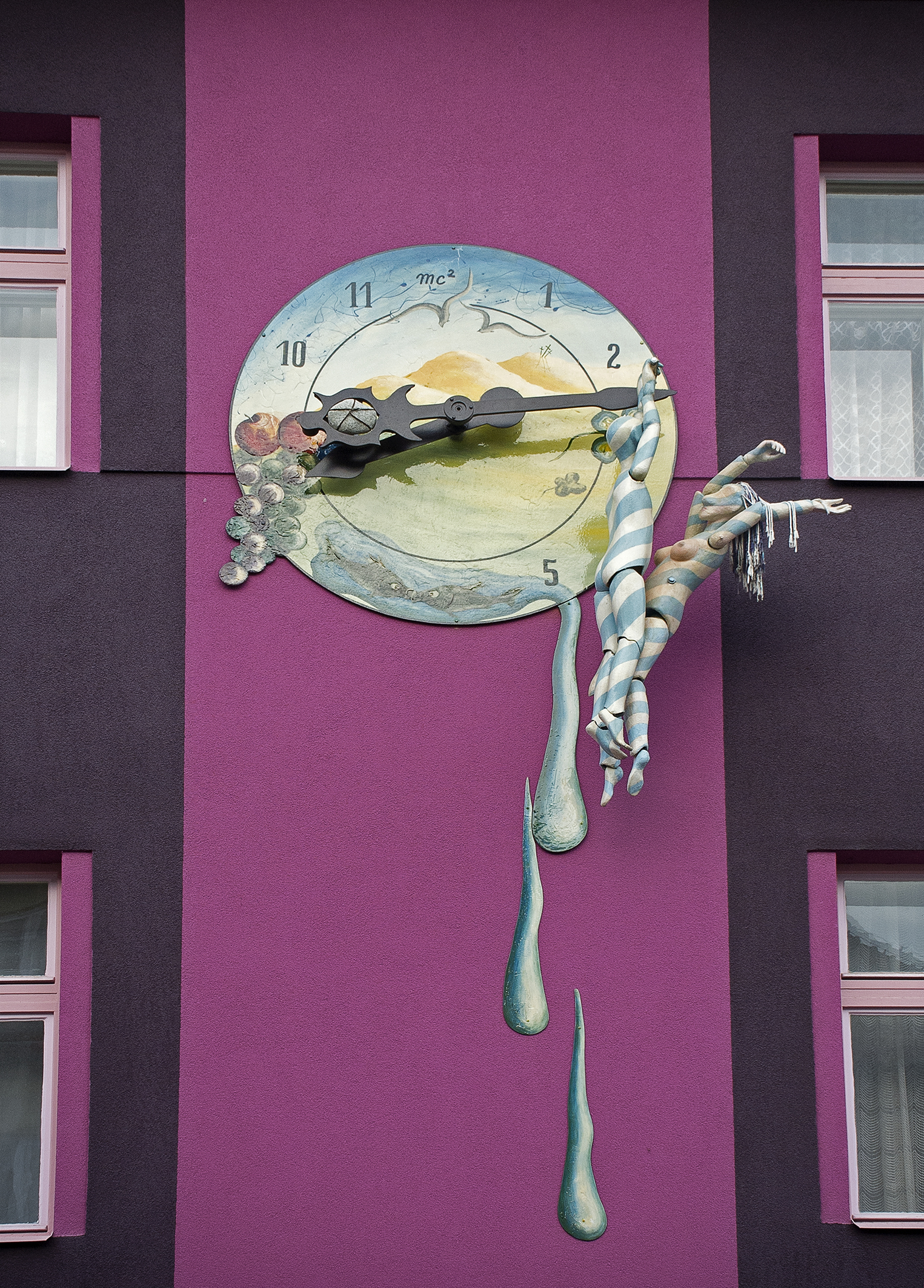
La machine à remonter le temps de Sisyphe.

Kristek a ajouté la dimension temporelle. Sisyphe se déplace au gré de l’aiguille des minutes. Une fois arrivé au sommet, il tente de retenir le temps. Sur son chemin vers le bas, Sisyphe rencontre avec sa femme. (toujours un quart d’heure trop tard).
La conception de la montre a été réalisée par l’entreprise Elekon (Vyškov), spécialiste des horloges. Le système s’adapte au passage à l’heure d’hiver.
Dans ce cycle de sculptures, Kristek a inclus son symbole du « route céleste ». On le retrouvait déjà dans sa peinture La route céleste de la tante Franzi (1974), qui se trouve aujourd’hui dans la collection du Neues Stadtmuseum à Landsberg am Lech.
Sur la route céleste, l’artiste a placé un train. Il s’agit d’un train qui transporte ses souvenirs d’enfance, en référence à Tišnovka (l’ancienne ligne ferroviaire qui reliait Brno à Tišnov). A l’époque où Kristek y vivait, celle-ci passait juste derrière la rue Tišnovská.
Avec cet assemblage monumental, Kristek réunit le cycle du temps de ce monde (la machine à remonter le temps de Sisyphe) et l’infini (la route céleste).

« Lubo Kristek fonde ses thèmes sur les relations cosmiques transcendantales et les utilisant comme le miroir d’un espace de temps universel, les reflètent sur l’homme. Il n’est guère étonnant dans ces conditions que sa sculpture soit devenue sans âge, n’ayant rien de commun avec un style ou une période définie, la mode, les exigences de la société de consommation de nos jours, la matérialisme ou la politique. »

— Boerries-Peter Kopton
Dans le coin de la maison, on voit remonter les mains dont les doigts ressemblent aux racines tournées vers le ciel. Les mains protègent le symbole principal de l´assemblage : l’arbre vivant. Avec ce symbole, l’auteur porte son attention sur la nature et le comportement de l’homme vis-à-vis de celle-ci.
A ses débuts, Kristek illustrait souvent la main de la résistance, celle qui refuse ou celle qui punit. Cependant, dans la sculpture Thaya - Le destin d’un arbre (1968), il présentait déjà une main qui crée, protège ou révèle ce qui est caché, de même que dans l’œuvre La Main protectrice (1996), et la sculpture Stabilisateur d’un nombre insuffisant de mains (2012-2013).
La Maison Kristek est devenue le lieu de tournage des films Ab ovo et Sisyphiade.
Il s’agit des œuvres d'art dans l'espace public de Lubo Kristek, si l’on compte également sa contribution à l’érection de bâtiments sacrés, notamment l’autel de la Composition transcendantale entre la souffrance et l’espoir (1977) dans la chapelle de Penzing ; ses sculptures métalliques Monument des cinq sens (1991) pour le musée Neues Stadtmuseum à Landsberg, la grande sculpture de L’arbre de la connaissance (1982) dans le lycée Ignaz Kögler, et la fontaine en bronze
Buvant (1988)  pour les thermes de Greifenberg. Il bénéficie également d’une renommée internationale grâce à ses nombreux happenings (en Allemagne, aux États-Unis, au Canada, en Italie, Espagne, République tchèque, Autriche, Turquie, Belgique, Pologne et en Slovaquie, entre autres).